# Allgongruppen
Allgongruppen (Allgon) är en svensk företagsgrupp. Verksamheten består i att utveckla, tillverka och leverera lösningar inom industriell radiostyrning till kunder runt om i världen. Kundbasen finns inom alla industriella marknader.
Allgongruppen består i dag av dotterbolagen Tele Radio och Åkerströms Björbo AB. Allgons ägs av Bure Equity AB. Allgons VD är Johan Hårdén.